# ریوانا (حوزه سرشماری)، ویرجینیا
ریوانا (به انگلیسی: Rivanna) یک منطقهٔ مسکونی در ایالات متحده آمریکا است که در شهرستان البمارل، ویرجینیا واقع شده‌است. ریوانا ۱٬۸۶۰ نفر جمعیت دارد.